# ビリラン島
ビリラン島(ビリランとう、英語: Biliran)はフィリピン中部に存在する島。レイテ島とサマール島の間、サマール海に存在する。

## 地理
ビリラン島はスコリア丘タイプの多数の火山からなる火山島であり8つの地熱原と、1056mのパナマオ、1064mのグマンサン、1187mのラウン、1301mのスイロの4つの峰を持つ。
レイテ島とは最も狭い場所で1km未満と非常に近接しており、最も距離の近い南端部でレイテ島と架橋されている。両島の間の水路はビリラン海峡と呼ばれる。

## 民生
ビリラン州に属している。2007年の時点で143,085人が居住している。最大の町は西岸のナヴァル。

## 註
1. ↑  “Synonymes” (英語). http://www.volcano.si.edu/. 2010年5月23日閲覧。
2. ↑  “Municipalities of the Philippines” (英語). http://www.statoids.com/. 2010年5月23日閲覧。